# Batrachostomus mixtus
Борнеанский лягушкорот, или Борнейский лягушкорот (Batrachostomus mixtus) — вид птиц из семейства лягушкоротов. Подвидов не выделяют.

## Распространение
Обитают на острове Борнео (являются его эндемиками), на территории Индонезии и Малайзии. Живут в горных лесах в северной и южной частях острова.

## Описание
Длина тела 20-23 см. У взрослого самца узкий охристо-белый воротник, пятна с чёрной бахромой на спинке и крыльях, а также относительно короткий хвост. Взрослая самка обычно имеет более яркий красновато-коричневый цвет, с более узким воротником и меньшим количеством пятен на верхней части тела. Внешне представители вида напоминают B. poliolophus и так же короткохвосты, но самки при этом намного более рыжие. Оба пола темнее снизу, чем B. poliolophus, с белой полосой, а белые пятна на лопатках гораздо менее заметны у данного вида. У длиннохвостых B. affinis, которые обитают в том же диапазоне высот, более короткие «усы» и пучки на ушах, в то время как у самцов верхняя часть тела покрыта чёрными пятнами, а представители обоих полов более выраженно покрыты пятнами снизу. B. Cornutus (их ареал очень мало или совсем не перекрывается с ареалом Batrachostomus mixtus) в целом крупнее, самец снова с чёрными пятнами на верхней стороне тела, а самка более ярко окрашена с белыми пятнами на нижней стороне.

## Биология
Рацион не изучен. Известно, что эти птицы склёвывают жуков.